# Río Clamores
El Clamores es un río de España, afluente en Segovia del caudal del Eresma. Históricamente se le ha llamado también río o arroyo Clamor.
Su principal importancia radica en que se une a él bajo la ciudad de Segovia, de tal manera que el alcázar de Segovia domina el cerro nacido de la erosión de ambos ríos.

## Geografía
Algunos autores sitúan su nacimiento en torno al Cerro de Matabueyes en Valsaín (Real Sitio de San Ildefonso), algunos en la Cacera de Navalcaz proveniente del Eresma en lo que hoy es término de Palazuelos de Eresma y otros en cambio lo sitúan en el Prado Bonal, en las proximidades del barrio de Nueva Segovia.
Cruza soterrado buena parte de Segovia para desembocar en el Eresma por la izquierda.

## Historia

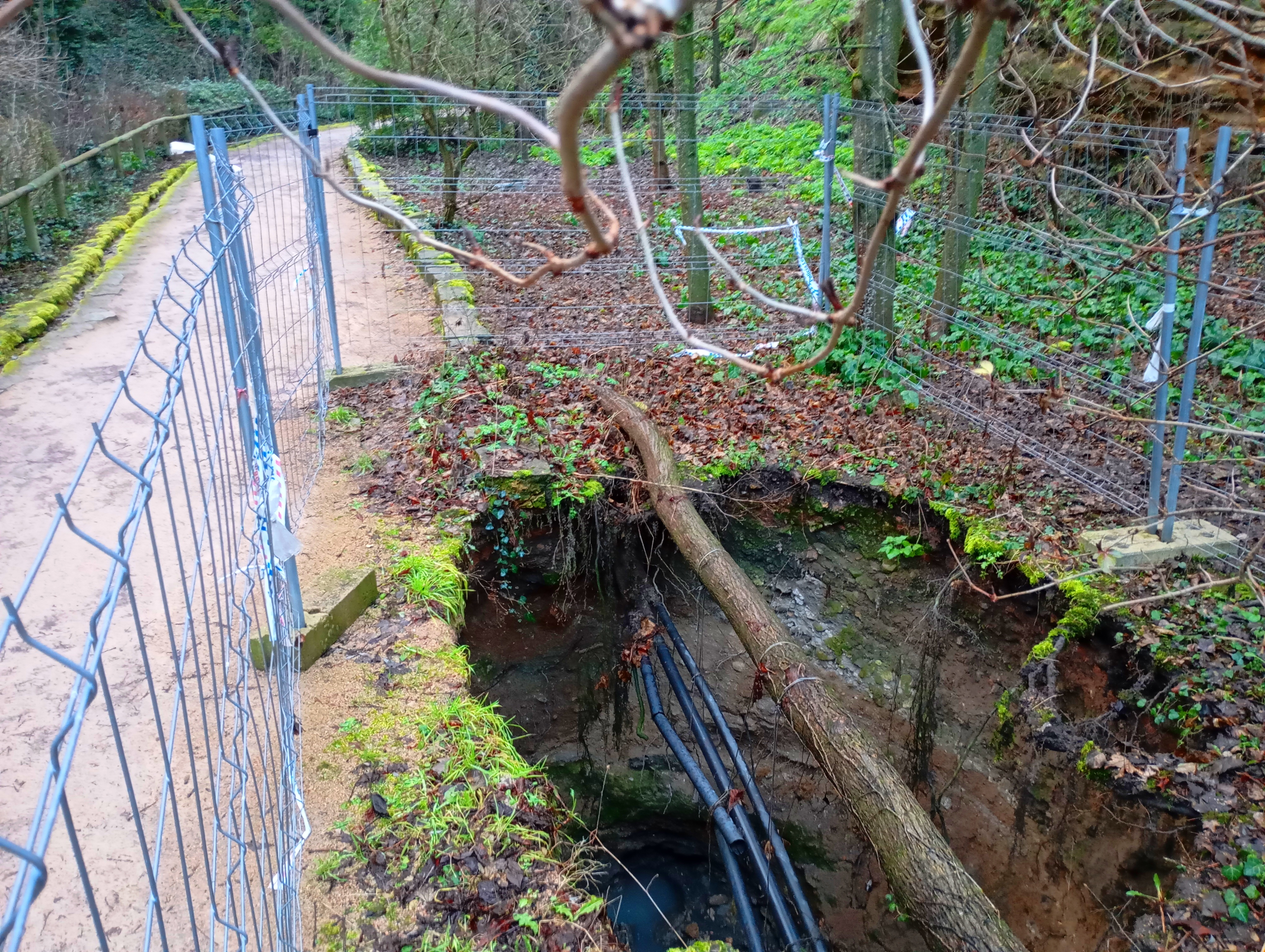
Vista durante unas obras en el paseo peatonal de La Hontanilla del río soterrado varios metros bajo la superficie

El valle fue localización de muchas tenerías, casas donde artesanos curtían las pieles. Situadas desde el Puente de Sancti Spíritu, entre la ciudad y el Pinarillo. Esta industria desapareció llegado el siglo XIX. Las edificaciones aun presentes en el valle son de hortelanos, aprovechando el caudal del río. También existió en el lugar un molino de chocolate y una fábrica de sopas.
El río fue soterrado a mediados del siglo XX, por motivos sanitarios y turísticos ya que su sucio cauce era una importante fuente de enfermedades y malos olores.
En la actualidad el tramo urbano del río se encuentra canalizado y recuperado para el uso y disfrute de los segovianos tras muchos años de abandono. Actualmente es un lugar idóneo para el paseo, con magníficas vistas sobre la ciudad y un entorno ajardinado hermoso. Exceptualmente el caudal se ha desbordado causando inundaciones en el centro de la ciudad.

## Puentes
- Puente de Sancti Spíritu;
- Puente de la Estrella;
- Puente de Ramiro;
- Puente de Valdevilla;
- Puente del Piojo, casi totalmente derruido.[8][9]